# 莫斯科数学纸草书
莫斯科数学纸草书，又名戈列尼谢夫数学纸草书是一件古埃及数学纸草书，由埃及以外首个持有者弗拉基米尔·戈列尼谢夫的名字命名，戈列尼谢夫于1892年或1893年在底比斯购买了这一纸草书，后进入俄罗斯莫斯科普希金造型艺术博物馆，保留至今。根据古文字学和字体，该纸草书最可能写于埃及第十三王朝，比齐名莱因德数学纸草书历史还要悠久。